# Zbiorniki wodne na Janówku
Zbiorniki wodne na Janówku – użytek ekologiczny położony we Wrocławiu, w rejonie osiedla Janówek (obręb Pracze Odrzańskie), utworzony w oparciu o dwa zbiorniki wodne oraz otaczający te zbiorniki obszar leśny. Jeden ze zbiorników jest starorzeczem rzeki Odra, a drugi niewielkim, wypłyconym, śródleśnym zbiornikiem wodnym. Użytek ten zlokalizowany jest na południowym krańcu kompleksu leśnego położonego przy północno-zachodniej granicy miasta; las ten obejmuje również obszary położone już poza administracyjnymi granicami Wrocławia – w gminie Miękinia. Kompleks ten polega nadleśnictwu Miękinia. W rejonie tym znajduje się kilka innych starorzeczy i niewielkich zbiorników wodnych, przy czym oprócz tego użytku, jeszcze jeden – Łacha Farna – w rejonie Janówka został również ustanowiony użytkiem ekologicznym. Powierzchnia całego użytku ekologicznego wynosi 7,39 ha, w tym zbiorniki wodne mają 2,26 ha powierzchni, a lasy zajmują 5,12 ha. Użytek ten ustanowiony został stosowną uchwałą Rady Miejskiej Wrocławia, tj. uchwałą nr L/1750/02 z dnia 4 lipca 2002 roku w sprawie wprowadzenia ochrony w drodze uznania za użytek ekologiczny dwóch zbiorników wodnych wraz z otaczającym terenem leśnym położonych na terenie Janówka, obręb Pracze Odrzańskie.

## Zbiorniki wodne
Jak wyżej zaznaczono ten użytek ekologiczny został ustanowiony w oparciu o dwa zbiorniki wodne znajdujące się w obszarze leśnym.
Większy ze zbiorników wodnych jest starorzeczem. Charakteryzuje się stromymi brzegami. Otoczony jest lasem liściastym. Mniejszy ze zbiorników jest niewielkim zbiornikiem leśnym, wypłyconym, którego lustro wody okresowo zarasta salwinią pływającą.

## Wartości przyrodnicze
Użytek ekologiczny zbiorniki wodne na Janówku położony jest w bogatej przyrodniczo dolinie Odry (w pobliżu przepływa także inna rzeka – Bystrzyca). Odnotowano występowanie w tym rejonie około 70 gatunków ptaków lęgowych i potencjalnie lęgowych, 4 gatunki płazów, dla których użytek ekologiczny stanowi miejsce rozrodu, a także 48 gatunków roślin i 10 zespołów roślinności. W obrębie tego użytku ekologicznego stwierdzono występowanie następujących gatunków chronionych:
- rośliny: salwinia pływająca, konwalia majowa
- grzyby: sromotnik bezwstydny
- zwierzęta
  - płazy: żaba wodna, żaba trawna, ropucha szara
  - gady: zaskroniec zwyczajny
  - ptaki: perkozek, trzciniak.

## Zakres ochrony
Zakres ochrony tego użytku ekologicznego określa paragraf 2 uchwały nr L/1750/02:

§ 2.
W stosunku do ustanowionego użytku ekologicznego zabrania się:
1) niszczenia, uszkadzania lub przekształcania obiektu,
2) wykonywania prac ziemnych trwale zniekształcających rzeźbę terenu,
3) wysypywania, zakopywania i wylewania odpadów lub innych nieczystości,
4) zaśmiecania obiektu i terenu wokół niego,
5) uszkadzania i zanieczyszczania gleby,
6) dokonywania zmian stosunków wodnych, jeżeli służą innym celom niż ochrona przyrody i zrównoważone wykorzystanie użytków leśnych,
7) budowy obiektów małej architektury i tymczasowych obiektów budowlanych mogących mieć negatywny wpływ na obiekt ochroniony bądź spowodować degradację krajobrazu.